# Карамышское муниципальное образование (Красноармейский район)
Карамышское муниципальное образование — сельское поселение в Красноармейском районе Саратовской области Российской Федерации.
Административный центр — железнодорожная станция Карамыш.

## История
Статус и границы сельского поселения установлены Законом Саратовской области от 27 декабря 2004 года № 110-ЗСО «О муниципальных образованиях, входящих в состав Красноармейского муниципального района».

## Население
| 2002  | 2010  | 2011  | 2012  | 2013  | 2014  | 2015  |
| ----- | ----- | ----- | ----- | ----- | ----- | ----- |
| 1708  | ↗2340 | ↘2330 | ↘2329 | ↘2327 | ↗2827 | ↘2813 |
| 2016  | 2017  | 2018  | 2019  | 2020  | 2021  |       |
| ↘2809 | ↗2815 | ↘2806 | ↗2808 | ↗2813 | ↘2131 |       |

## Состав сельского поселения
| № | Населённый пункт | Тип населённого пункта                          | Население |
| - | ---------------- | ----------------------------------------------- | --------- |
| 1 | Карамыш          | железнодорожная станция, административный центр | ↗822      |
| 2 | Ключи            | село                                            | ↘543      |
| 3 | Усть-Золиха      | село                                            | ↗1518     |